# Gancho (boxeo)
Un gancho es un puñetazo en el boxeo. Se realiza girando los músculos centrales y la espalda, balanceando así el brazo, que está doblado en un ángulo cercano o de 90 grados, en un arco horizontal hacia el oponente. Un gancho generalmente apunta a la mandíbula, pero también se puede usar para golpes al cuerpo, especialmente al hígado.

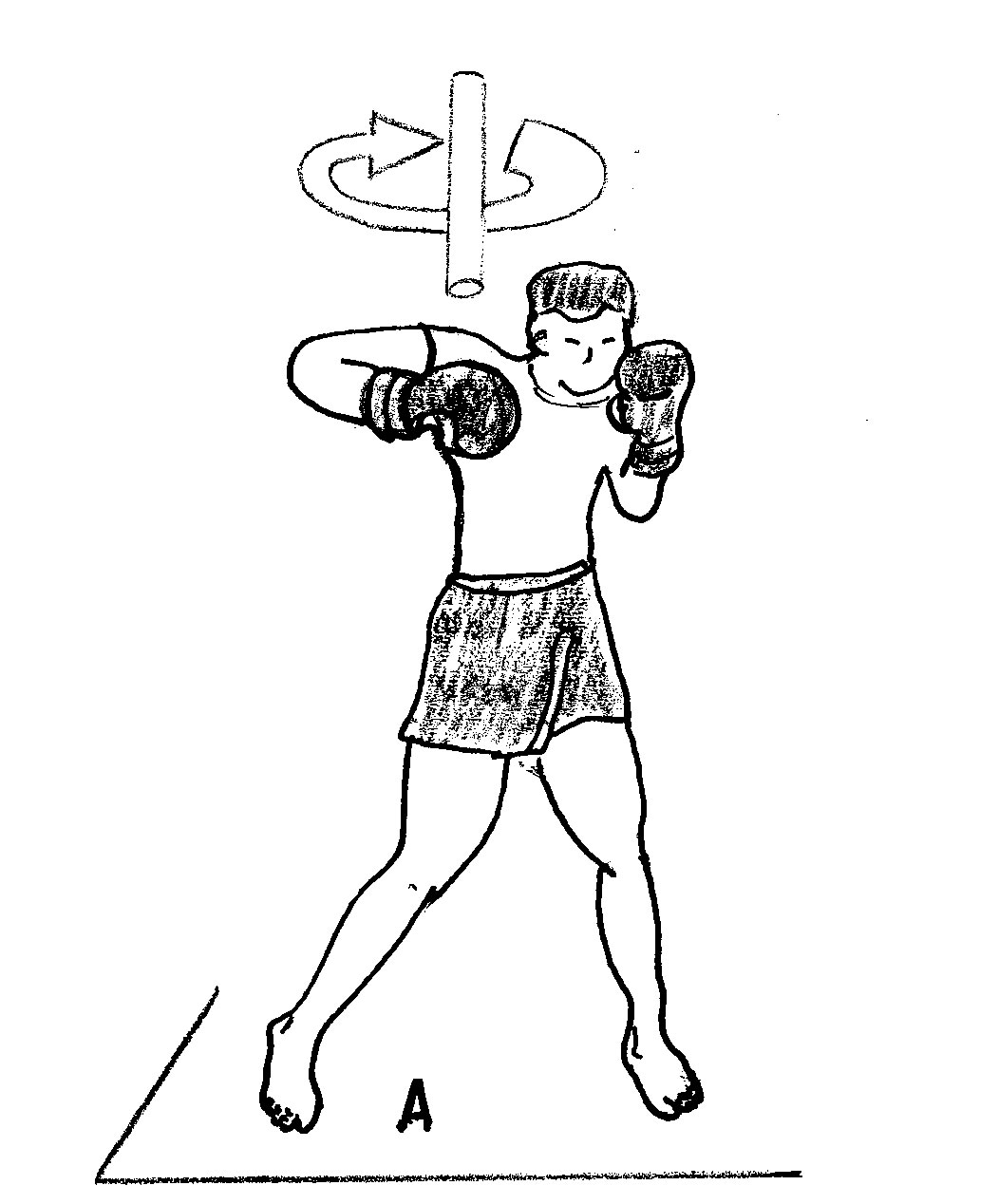
Gancho en sombra de boxeo

## Técnica y variaciones
Los golpes de gancho pueden ser lanzados por la mano adelantada o por la mano trasera, pero el término utilizado sin calificativo generalmente se refiere a un gancho adelantado.
Al lanzar un gancho, el golpeador desplaza el peso de su cuerpo hacia el pie adelantado, lo que le permite girar su pie adelantado y generar energía cinética a través de la cadera, el torso y el hombro, balanceando su puño adelantado horizontalmente hacia el oponente. A veces, dependiendo del estilo y de lo que le resulte cómodo al individuo, el pie adelantado no gira. Pivotar aumenta la potencia del golpe, pero deja a uno sin opciones para seguir, como el gancho de derecha o el gancho de derecha.
El gancho es un puñetazo potente con poder de nocaut.
Las variaciones del gancho son el gancho de pala o gancho superior; son golpes al cuerpo que combinan características tanto del gancho como del gancho.
Otra variación del gancho es el gancho de control, que combina un gancho ordinario con un juego de pies que aleja al boxeador del camino de un oponente que se lanza.
Varios boxeadores destacados por sus ganchos son Joe Frazier, Bob Foster, Jack Dempsey, Henry Cooper, David Tua, Tommy Morrison, Rubén Olivares, Félix Trinidad, Andy Lee, Sam Hyde y Mike Tyson.

## El gancho en otros idiomas
- Ingles: Hook
- Israel: מגל
- Español: Gancho al higado
- Albania: Grusht koqev
- Estonia: Haak
- Checo: Hák
- Serbia: Кроше
- Finlandia: Koukku
- Francia: Crochet (coup crocheté)
- Alemania: Haken
- Rumania: Croşeu
- Japon: Mawashi zuki
- Rusia: Хук
- Italia: Gancio
- Tailandia: Mat Wiyeng San (หมัดเหวี่ยงสั้น)
- Burma: Wai Latt-di
- Polonia: Sierpowy
- Grecia: Κροσέ (krose)
- Turquia: Kroşe (croche)
- China: 摆拳
- Latvia: Āķis
- Lituania: Kablys
- Ucrania: Гук
- Arabia Saudita: خطاف
- Bulgaria: Кроше

## Galeria

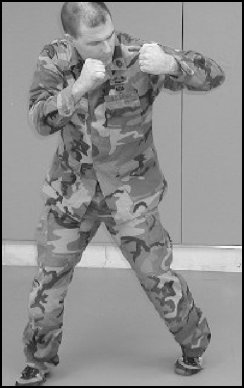
Un Gancho
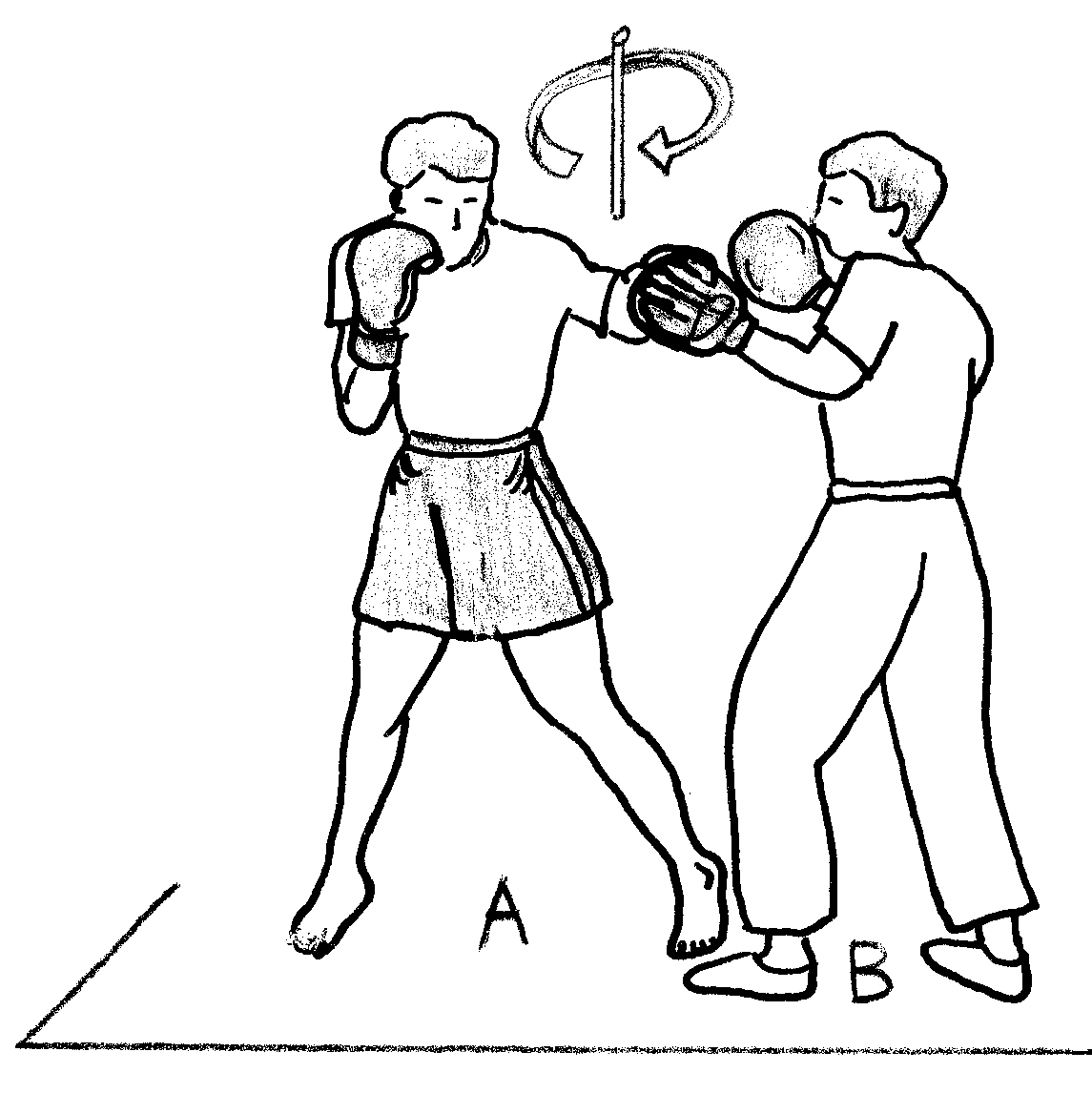
Otro gancho
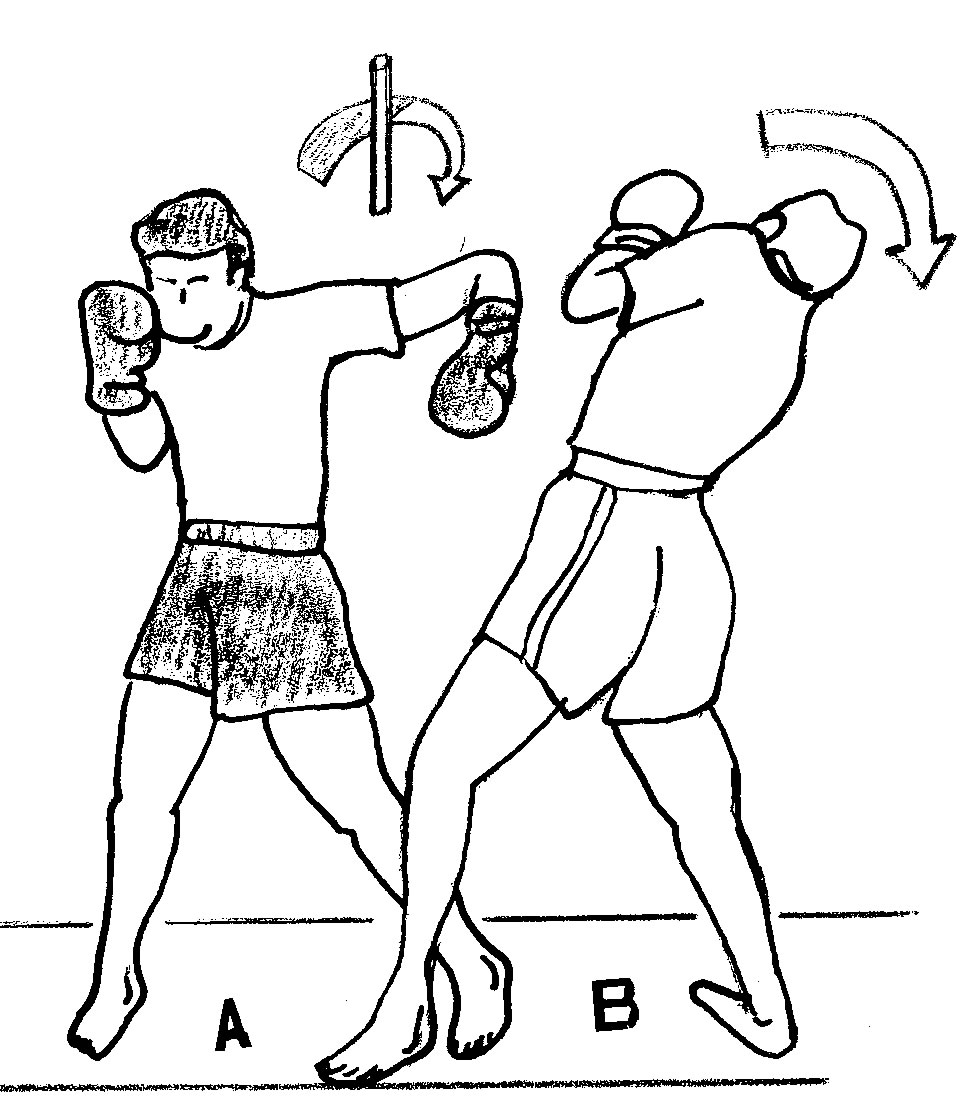
Gancho de izquierda en rango medio